# Filipijnse boeboekuil
De Filipijnse boeboekuil (Ninox randi) is een vogel uit de familie Strigidae (Echte uilen).

## Verspreiding en leefgebied
Deze soort is endemisch op de Filipijnen, uitgezonderd Palawan.